# Eragrostis brainii
Eragrostis brainii là một loài thực vật có hoa trong họ Hòa thảo. Loài này được (Stent) Launert mô tả khoa học đầu tiên năm 1966.